# Aleksej Nikolaevič Apuchtin
Aleksej Nikolaevič Apuchtin (in russo Алексей Николаевич Апухтин?; Bolchov, 15 novembre 1840 – San Pietroburgo, 17 agosto 1893) è stato un poeta e romanziere russo.

## Biografia
Nato famiglia nobile ridotta in povertà, trascorse la sua infanzia nella famiglia del padre, vicino al villaggio di Pavlodar. Nel 1852 iniziò a studiare alla Scuola imperiale di giurisprudenza di San Pietroburgo e in quel periodo divenne amico di Pëtr Il'ič Čajkovskij. Il fratello del compositore, Modest, ha scritto come il loro stato d'animo e i loro gusti stavano convergendo in questo rapporto platonico.
Nello stesso periodo Apuchtin conosce Ivan Sergeevič Turgenev e Afanasij Afanas'evič Fet. Parallelamente ai suoi studi, inizia ascrivere delle poesie ed il suo primo poema Epaminondas, dedicato all'ammiraglio Vladimir Kornilov, che venne pubblicato nel 1854, quando aveva appena quattordici anni. Nel 1859, completò i suoi studi con il conseguimento di una medaglia d'oro.
Dopo la fine degli studi entrò nel "servizio civile" trovando un impiego al ministero della Giustizia. Continuò comunque la sua attività di poeta e i suoi lavori vennero pubblicati dalla rivista Sovremennik n°9 sotto il titolo Esquisses villageoises. Essi erano un riflesso della società civile e risentivano dell'influenza di Nikolaj Alekseevič Nekrasov.
Dopo il 1862, lontano dalla attività letteraria, volendo rimanere fuori delle lotte politiche, al di là di ogni corrente letteraria o politica, tornò nella sua provincia a Orlov. Nel 1863-1864, venne investito di una missione speciale nel governo di Orël, dove nel 1865 tenne due conferenze pubbliche sulla vita e l'opera di Aleksandr Sergeevič Puškin, che fu un evento nella vita culturale della città. Lo stesso anno fece ritorno a San Pietroburgo dove gli venne affidato un posto al ministero degli Interni. Nei seguenti venti anni non pubblicò alcunché. Nel 1884 vennero stampati alcuni poemi ma fu nel 1886 che apparvero a San Pietroburgo le prime sue raccolte. Molti dei suoi testi vennero messi in musica da Čajkovskij, Sergej Vasil'evič Rachmaninov, e da altri compositori, e dopo la sua morte vennero pubblicati L'archivio della contessa del 1890, Il diario di Pavlik Dol'skij del 1891 e Fra la morte e la vita del 1892.

## Opere
- Si le jour brille, poema messo in musica da Tchaïkovsky
- Il m'aimait tant, poema, attribuito ad Apuchtin, messo in musica; 4° melodia di Tchaïkovsky del 1875
- Nuits de délire, poema messo in musica; 6° melodia di Tchaïkovsky del 1886
- La veille de l'opération, 1888
- Les archives de la comtesse D. 1890
- Le journal de Pavlic Dolsky, 1891
- Entre la vie et la mort, 1892
- Oh, ne sois pas triste, poema messo in musica; Dodici romanze op. 14 di Rachmaninov del 1896
- Le destin, poema messo in musica; Dodici romanze op. 21 di Rachmaninov del 1902
- Extrait de Musset adattamento di Apuchtin; Dodici romanze op. 21 di Rachmaninov dell'aprile 1902